# Besazio
Besazio é uma comuna da Suíça, no Cantão Tessino, com cerca de 539 habitantes. Estende-se por uma área de 0,9 km², de densidade populacional de 599 hab/km². Confina com as seguintes comunas: Arzo, Clivio (IT-VA), Ligornetto, Rancate, Tremona.
A língua oficial nesta comuna é o Italiano.